# Saint-Julien-l'Ars
Pour les articles homonymes, voir Saint-Julien.
Saint-Julien-l'Ars est une commune du Centre-Ouest de la France, située dans le département de la Vienne en région Nouvelle-Aquitaine.
Ses habitants sont appelés les Sancto-Julianais.

## Géographie

### Climat
Pour des articles plus généraux, voir Climat de la Nouvelle-Aquitaine et Climat de la Vienne.
Historiquement, la commune est exposée à un climat océanique du nord-ouest.  
En 2020, Météo-France publie une typologie des climats de la France métropolitaine dans laquelle la commune est exposée à un climat océanique altéré et est dans la région climatique  Poitou-Charentes, caractérisée par un bon ensoleillement, particulièrement en été et des vents modérés.
Pour la période 1971-2000, la température annuelle moyenne est de 11,7 °C, avec une amplitude thermique annuelle de 15 °C. Le cumul annuel moyen de précipitations est de 731 mm, avec 11 jours de précipitations en janvier et 6,7 jours en juillet. Pour la période 1991-2020, la température moyenne annuelle observée sur la station météorologique la plus proche, située sur la commune de Biard à 15,74 km à vol d'oiseau, est de 0,0 °C et le cumul annuel moyen de précipitations est de 0,0 mm,. Pour l'avenir, les paramètres climatiques de la commune estimés pour 2050 selon différents scénarios d'émission de gaz à effet de serre sont consultables sur un site dédié publié par Météo-France en novembre 2022.

### Communes limitrophes
| Sèvres-Anxaumont   | Lavoux             |               |
| Mignaloux-Beauvoir | Saint-Julien-l'Ars | Jardres       |
|                    | Savigny-Lévescault | Pouillé Tercé |

## Urbanisme

### Typologie
Au 1er janvier 2024, Saint-Julien-l'Ars est catégorisée bourg rural, selon la nouvelle grille communale de densité à sept niveaux définie par l'Insee en 2022.
Elle appartient à l'unité urbaine de Saint-Julien-l'Ars, une unité urbaine monocommunale constituant une ville isolée,. Par ailleurs la commune fait partie de l'aire d'attraction de Poitiers, dont elle est une commune de la couronne,. Cette aire, qui regroupe 97 communes, est catégorisée dans les aires de 200 000 à moins de 700 000 habitants,.

### Occupation des sols
L'occupation des sols de la commune, telle qu'elle ressort de la base de données européenne d’occupation biophysique des sols Corine Land Cover (CLC), est marquée par l'importance des territoires agricoles (80,4 % en 2018), en diminution par rapport à 1990 (83,5 %). La répartition détaillée en 2018 est la suivante : 
terres arables (68,8 %), zones urbanisées (13,6 %), zones agricoles hétérogènes (11,6 %), forêts (6 %). L'évolution de l’occupation des sols de la commune et de ses infrastructures peut être observée sur les différentes représentations cartographiques du territoire : la carte de Cassini (XVIIIe siècle), la carte d'état-major (1820-1866) et les cartes ou photos aériennes de l'IGN pour la période actuelle (1950 à aujourd'hui).

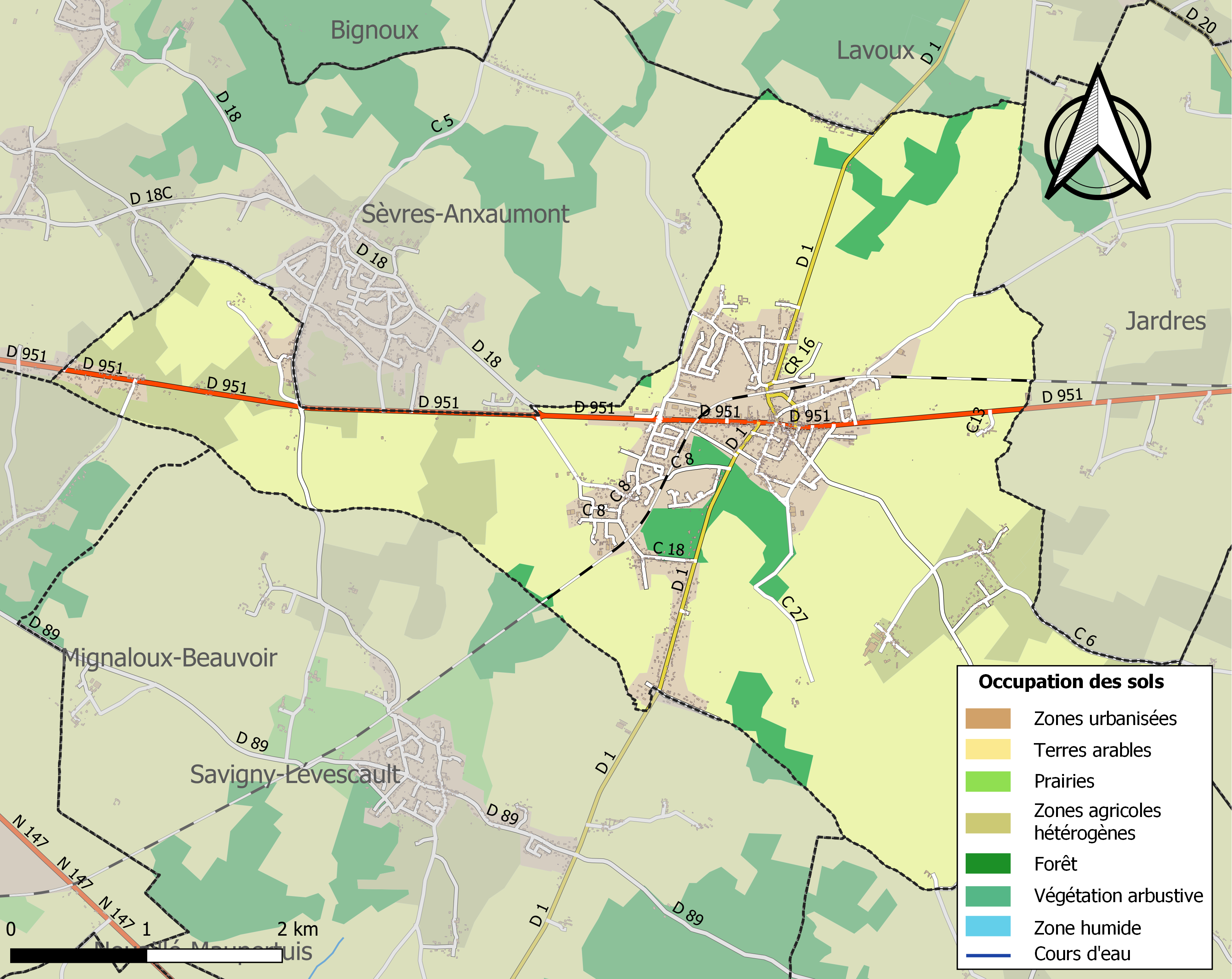
Carte des infrastructures et de l'occupation des sols de la commune en 2018 (CLC).

### Risques majeurs
Le territoire de la commune de Saint-Julien-l'Ars est vulnérable à différents aléas naturels : météorologiques (tempête, orage, neige, grand froid, canicule ou sécheresse), mouvements de terrains et séisme (sismicité modérée). Il est également exposé à deux risques technologiques,  le transport de matières dangereuses et le risque nucléaire. Un site publié par le BRGM permet d'évaluer simplement et rapidement les risques d'un bien localisé soit par son adresse soit par le numéro de sa parcelle.

#### Risques naturels

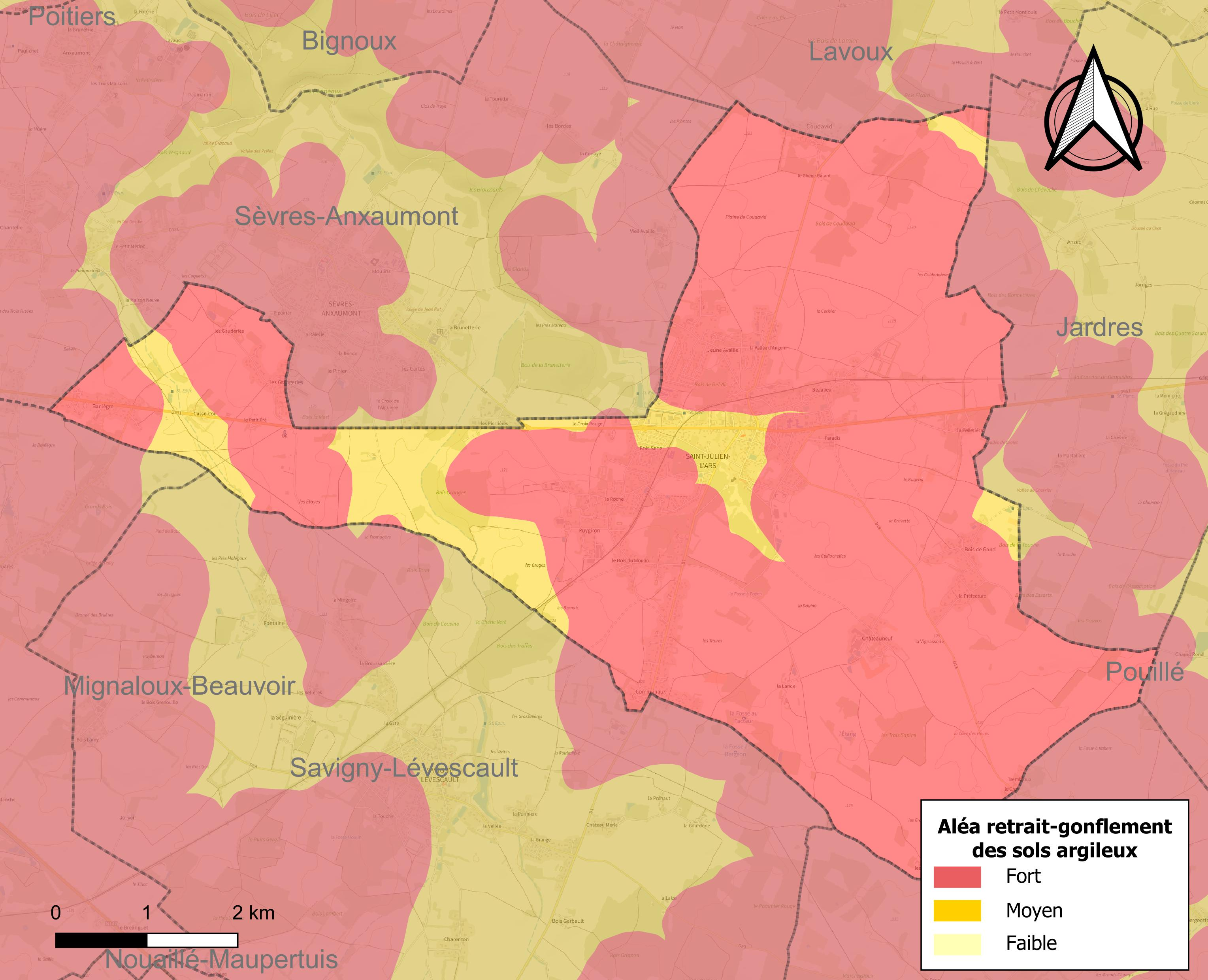
Carte des zones d'aléa retrait-gonflement des sols argileux de Saint-Julien-l'Ars.

Les mouvements de terrains susceptibles de se produire sur la commune sont des affaissements et effondrements liés aux cavités souterraines (hors mines) et des tassements différentiels. Afin de mieux appréhender le risque d’affaissement de terrain, un inventaire national permet de localiser les éventuelles cavités souterraines sur la commune. Le retrait-gonflement des sols argileux est susceptible d'engendrer des dommages importants aux bâtiments en cas d’alternance de périodes de sécheresse et de pluie. La totalité de la commune est en aléa moyen ou fort (79,5 % au niveau départemental et 48,5 % au niveau national). Depuis le 1er octobre 2020, en application de la loi ÉLAN, différentes contraintes s'imposent aux vendeurs, maîtres d'ouvrages ou constructeurs de biens situés dans une zone classée en aléa moyen ou fort,.
La commune a été reconnue en état de catastrophe naturelle au titre des dommages causés par les inondations et coulées de boue survenues en 1982, 1983, 1987, 1992, 1999 et 2010, par la sécheresse en 1989, 1991, 2003, 2005, 2011 et 2017 et par des mouvements de terrain en 1999 et 2010.

#### Risque technologique
La commune étant située dans le périmètre du plan particulier d'intervention (PPI) de 20 km autour de la centrale nucléaire de Civaux, elle est exposée au risque nucléaire. En cas d'accident nucléaire, une alerte est donnée par différents médias (sirène, sms, radio, véhicules). Dès l'alerte, les personnes habitant dans le périmètre de 2 km se mettent à l'abri. Les personnes habitant dans le périmètre de 20 km peuvent être amenées, sur ordre du préfet, à évacuer et ingérer des comprimés d’iode stable,,.

## Histoire
Le bourg de Saint-Julien-l'Ars se trouve sur la voie romaine de Poitiers à Bourges. Des traces de l'occupation à l'époque gallo-romaine y ont été découvertes (vestiges d'ateliers, une tête sculptée, etc.). Un cimetière mérovingien a été trouvé à proximité de l'église.

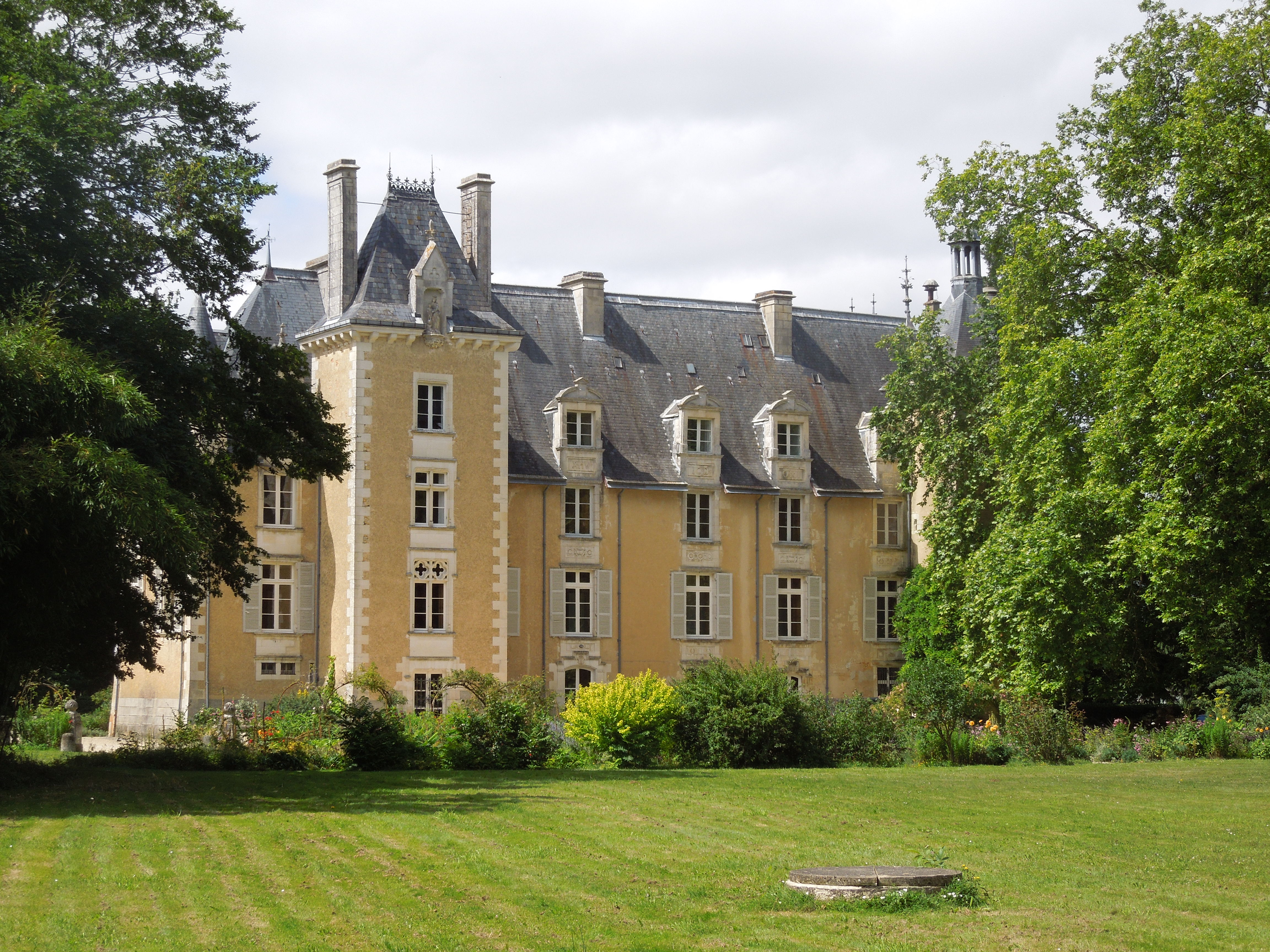
Le château.

Propriété des comtes de Poitiers, puis attribuée en 964 à l'abbaye de la Trinité de Poitiers, celle-ci la donna en fief à la famille de Cléret, qui construisit le château, et conserva le domaine jusqu'en 1687. Il passa ensuite à la famille de Saint-Varent.
Avant 1790, Saint-Julien-l'Ars faisait partie de l'archiprêtré de Morthemer, de la châtellenie et de la sénéchaussée de Poitiers.
Saint-Julien-l'Ars accueille favorablement les avancées de la Révolution française. Elle plante ainsi son arbre de la liberté, symbole de la Révolution. Il devient le lieu de ralliement de toutes les fêtes et des principaux événements révolutionnaires, comme la célébration de l’anniversaire de l’exécution de Louis XVI.
Un peu plus tard, pour suivre le décret de la Convention du 25 vendémiaire an II invitant les communes ayant des noms pouvant rappeler les souvenirs de la royauté, de la féodalité ou des superstitions, à les remplacer par d'autres dénominations, la commune change de nom pour La Réunion.
Saint-Julien-l’Ars a fusionné avec la commune de Savigny-l’Évescault le 10 novembre 1819. Celle-ci redevient commune distincte le 12 janvier 1870.
La gare de Saint-Julien-l'Ars est mise en service le 18 juin 1883 par l'État, lorsqu'il ouvre à l'exploitation la section de Mignaloux-Nouaillé à Chauvigny.

## Politique et administration

### Liste des maires
| Période                                  | Période                    | Identité            | Étiquette | Qualité |
| ---------------------------------------- | -------------------------- | ------------------- | --------- | --- |
| ?                                        | 1942                       | Alphonse Tranchand  |           | Révoqué par le Gouvernement de Vichy                                                                                      |
| mars 1977                                | juin 1995                  | Raymond Courtois    |           | |
| juin 1995                                | mars 2008                  | Martine Daban       | PS-DVG    | Médecin psychiatre Conseillère régionale de Poitou-Charentes (2004 → 2010), suppléante du député Alain Claeys (1997-2002) |
| mars 2008                                | septembre 2017 (démission) | Jean-Hubert Brachet | DVG       | Retraité de la fonction publique                                                                                          |
| septembre 2017                           | 21 décembre 2020 (décès)   | Dominique Eloy      | DVG       | Chargé de communication numérique en disponibilité                                                                        |
| 7 janvier 2021                           | En cours                   | Béatrice Vanneste   |           | Directrice commerciale SNCF, ancienne première adjointe                                                                   |
| Les données manquantes sont à compléter. |                            |                     |           | |

### Instances judiciaires et administratives
La commune relève du tribunal d'instance de Poitiers, du tribunal de grande instance de Poitiers, de la cour d'appel Poitiers, du tribunal pour enfants de Poitiers, du conseil de prud'hommes de Poitiers, du tribunal de commerce de Poitiers, du tribunal administratif de Poitiers et de la cour administrative d'appel de Bordeaux, du tribunal des pensions de Poitiers, du tribunal des affaires de la Sécurité sociale de la Vienne, de la cour d’assises de la Vienne.

### Services publics
Les réformes successives de La Poste ont conduit à la fermeture de nombreux bureaux de poste ou à leur transformation en simple relais. Toutefois, la commune a pu maintenir le sien.

## Démographie
L'évolution du nombre d'habitants est connue à travers les recensements de la population effectués dans la commune depuis 1793. Pour les communes de moins de 10 000 habitants, une enquête de recensement portant sur toute la population est réalisée tous les cinq ans, les populations de référence des années intermédiaires étant quant à elles estimées par interpolation ou extrapolation. Pour la commune, le premier recensement exhaustif entrant dans le cadre du nouveau dispositif a été réalisé en 2005.

En 2022, la commune comptait 2 871 habitants, en évolution de +9,66 % par rapport à 2016 (Vienne : +0,6 %, France hors Mayotte : +2,11 %).
| 1793 | 1800 | 1806 | 1821 | 1831 | 1836 | 1841 | 1846 | 1851 |
| ---- | ---- | ---- | ---- | ---- | ---- | ---- | ---- | ---- |
| 307  | 293  | 300  | 652  | 807  | 805  | 871  | 984  | 983  |

| 1856  | 1861  | 1866  | 1872 | 1876 | 1881  | 1886  | 1891  | 1896  |
| ----- | ----- | ----- | ---- | ---- | ----- | ----- | ----- | ----- |
| 1 032 | 1 106 | 1 205 | 827  | 898  | 1 069 | 1 109 | 1 094 | 1 183 |

| 1901  | 1906  | 1911  | 1921  | 1926  | 1931  | 1936  | 1946  | 1954  |
| ----- | ----- | ----- | ----- | ----- | ----- | ----- | ----- | ----- |
| 1 223 | 1 295 | 1 259 | 1 128 | 1 076 | 1 088 | 1 125 | 1 139 | 1 181 |

| 1962  | 1968  | 1975  | 1982  | 1990  | 1999  | 2005  | 2006  | 2010  |
| ----- | ----- | ----- | ----- | ----- | ----- | ----- | ----- | ----- |
| 1 180 | 1 237 | 1 436 | 1 724 | 1 903 | 2 061 | 2 148 | 2 170 | 2 395 |

| 2015  | 2020  | 2022  | - | - | - | - | - | - |
| ----- | ----- | ----- | - | - | - | - | - | - |
| 2 578 | 2 838 | 2 871 | - | - | - | - | - | - |

En 2008, selon l’Insee, la densité de population de la commune était de 120 hab./km2 contre 61 hab./km2 pour le département,68 hab./km2 pour la région Poitou-Charentes et 115 hab./km2 pour la France.

## Économie
Selon la direction régionale de l'Alimentation, de l'Agriculture et de la Forêt de Poitou-Charentes, il n'y a plus que 17 exploitations agricoles en 2010 contre 30 en 2000.
Les surfaces agricoles utilisées ont diminué et sont passées de 2 121 hectares en 2000 à 1 799 hectares en 2010 dont 479 hectares sont irrigables. 55 % sont destinées à la culture des céréales (blé tendre essentiellement mais aussi orges et maïs), 27 % pour les oléagineux (surtout du colza et un peu de tournesol), 10 % pour le fourrage et 1 % reste en herbe. En 2000, 4 hectares (0 en 2010) étaient consacrés à la vigne.
Les élevages de bovins et de volailles ont disparu au cours de cette décennie.

## Culture locale et patrimoine

### Lieux et monuments
- Château de Saint-Julien-l'Ars dont le donjon est inscrit comme monument historique depuis 1930.
- Église Saint-Julien de Saint-Julien-l'Ars. Elle est inscrite à l'Inventaire général du patrimoine culturel[41].

### Personnalités liées à la commune
- La cantatrice Yvonne Brothier née le 6 juin 1889 à Saint-Julien-l'Ars.

### Héraldique
| Blason | Blasonnement : D'azur à la Sainte Trinité d'or, accostée de deux chérubins du même, le tout soutenu d'une nuée d'argent. |

### Articles de Wikipédia
- Liste des communes de la Vienne
- Anciennes communes de la Vienne
- Gare de Saint-Julien-l'Ars

## Sources